# Rhabdocosma aglaophanes
Rhabdocosma aglaophanes är en fjärilsart som beskrevs av Edward Meyrick 1935. Rhabdocosma aglaophanes ingår i släktet Rhabdocosma och familjen höstmalar, Ypsolophidae. Inga underarter finns listade i Catalogue of Life.